# Вестон (Тексас)
Вестон (енгл. Weston) град је у америчкој савезној држави Тексас. По попису становништва из 2010. у њему је живело 563 становника.

## Демографија
Према попису становништва из 2010. у граду је живело 563 становника, што је 72 (11,3%) становника мање него 2000. године.
| Група             | 2000.       | 2010.       |
| Белци             | 603 (95,0%) | 481 (85,4%) |
| Афроамериканци    | 1 (0,2%)    | 5 (0,9%)    |
| Азијати           | 2 (0,3%)    | 0 (0,0%)    |
| Хиспаноамериканци | 28 (4,4%)   | 64 (11,4%)  |
| Укупно            | 635         | 563         |